# بازی‌های آسیایی زمستانی ۱۹۹۹
بازی‌های آسیایی زمستانی ۱۹۹۹ (به انگلیسی: 1999 Asian Winter Games) چهارمین دوره بازی‌های آسیایی زمستانی بوده‌است که از ۳۰ ژانویه تا ۶ فوریه ۱۹۹۹ در گانکون-دو، کره جنوبی برگزار شده‌است.

## کشورهای شرکت‌کننده
| - بوتان - چین (۱۴۷) - هنگ کنگ (۴) - چین تایپه (۱۱) - هند (۸) - ایران (۱۱) - ژاپن (۱۰۱) - قزاقستان - کره جنوبی (۱۰۲) - کویت | - قرقیزستان (۱) - لبنان (۲) - مغولستان - ماکائو - نپال - پاکستان (۲) - فیلیپین - سنگاپور - سری‌لانکا - ویتنام - ازبکستان (۷) |

## رشته‌های ورزشی
- اسکی آلپاین
- ورزش دوگانه
- اسکی صحرانوردی
- اسکیت نمایشی
- هاکی روی یخ
- اسکیت سرعت مسیر کوتاه
- اسکیت سرعت

## جدول مدال‌ها
کشور میزبان
| رتبه  | کشور            | طلا | نقره | برنز | مجموع |
| 1     | چین (CHN)       | ۱۵  | ۱۰   | ۱۱   | ۳۶    |
| 2     | کره جنوبی (KOR) | ۱۱  | ۱۰   | ۱۴   | ۳۵    |
| 3     | قزاقستان (KAZ)  | ۱۰  | ۸    | ۷    | ۲۵    |
| 4     | ژاپن (JPN)      | ۶   | ۱۴   | ۹    | ۲۹    |
| 5     | ازبکستان (UZB)  | ۱   | ۱    | ۱    | ۳     |
| مجموع | مجموع           | ۴۳  | ۴۳   | ۴۲   | ۱۲۸   |